# امین عبدالرحمان
امین عبدالرحمان (انگلیسی: Amin Abdel Rahman؛ زادهٔ ۳۱ دسامبر ۱۹۴۱) بازیکن واترپلو اهل مصر بود.